# François Amichia
François Amichia Albert, né le 4 octobre 1952, à Abidjan  est un homme politique de Côte d'Ivoire. 
Il est membre du PDCI-RDA et maire de la commune de Treichville dans l'agglomération d'Abidjan depuis 1996. Réélu aux dernières élections municipales de 2013, Il est nommé Ministre des Sports et Loisirs de Côte d'Ivoire le 13 mai 2015; poste qu'il avait déjà occupé auparavant. Il est depuis le 10 juillet 2018 Ministre de la ville.  
En 2002, il est retenu en otage à Bouaké, au centre du pays, par la rébellion avant d’être relâché quelques jours plus tard.
Il est également le président de l’Union des villes et communes de Côte d’Ivoire (UVICOCI).
Depuis avril 2012, il est le président du Conseil des Collectivités Territoriales de la zone UEMOA. 

## Biographie

### Expérience professionnelle[4]
Enseignant-chercheur à l’Institut d’Art et d’Archéologie Africains; François Amichia est depuis le 13 mai 2015 le Ministre des sports et loisirs de la Côte d'Ivoire. Il avait déjà occupé ce poste de août 2002 à mars 2003; et donc n’est pas un novice dans la gestion des affaires de l’État. Son premier défi comme ministre sera, sans nul doute, de vite faire oublier le scandale que connaît le monde du football ivoirien en 2015 à travers l’affaire des primes impayées des Eléphants de Côte d’Ivoire. Globalement, il devrait insuffler une dynamique au sport ivoirien dans son ensemble avec les difficultés que connaissent depuis toujours la plupart des fédérations.
Aussi, François Amichia est le maire de la commune de Treichville depuis 1996. Réélu en 2000 puis en 2013, il fut d'abord Conseiller Municipal de ladite mairie de 1985 à 1990, ensuite premier adjoint au maire de 1990 à 1995, avant d’accéder enfin à l'autorité municipale.

### Militantisme politique[4]
Membre du Bureau politique du PDCI-RDA depuis 1996, François Amichia est également le délégué communal du PDCI-RDA à Treichville. Il occupe aussi le titre de coordonnateur du Grand Conseil régional Abidjan IV du PDCI-RDA depuis 2014. 
Désigné président de la Commission communication de la campagne du candidat du PDCI-RDA aux élections présidentielles du 31 octobre 2010, il est par la suite co-directeur communal de la campagne du candidat Alassane OUATTARA au deuxième tour des présidentielles de 2010. 

## Distinctions
Récompensé à plusieurs reprises par l'État ivoirien pour ses mérites
- Commandeur dans l’ordre du mérite Sportif[3]
- Commandeur dans l’ordre du mérite de l’éducation nationale[3]
- Chevalier dans l’ordre du mérite Ivoirien[3]
- Officier dans l’ordre du mérite Ivoirien[3][6]